# Élections sénatoriales de 1948 dans la Somme
Les élections sénatoriales dans la Somme ont eu lieu le dimanche 7 novembre 1948. Elles ont eu pour but d'élire les sénateurs représentant le département au Conseil de la République pour un mandat de six années.

## Contexte départemental
Lors des élections sénatoriales du 8 décembre 1946 dans la Somme, deux conseillers de la République ont été élus à la proportionnelle, un communiste et un MRP.
Un nouveau scrutin a été instauré, déterminé par une nouvelle loi, votée le 23 septembre 1948. La loi fixe la durée du mandat de Conseiller de la République à 6 ans, avec renouvellement par moitié du Conseil de la République tous les 3 ans. Les membres de la Haute Assemblée sont dorénavant élus par les députés, les conseillers généraux et les « grands électeurs » désignés par les conseils municipaux.
Les effectifs du collège électoral des grands électeurs ont donc été constitués, avec les élections cantonales de 1945, les élections législatives de 1946 et les élections municipales de 1947.

## Sénateurs sortants
|  | Identité          | Étiquette | Groupe | Autres mandats                      |
|  | ----------------- | --------- | ------ | ----------------------------------- |
|  | Paul Duclercq     | MRP       | MRP    | Conseiller municipal d'Abbeville    |
|  | Augustin Dujardin | PCF       | COM    | Conseiller général d'Amiens Sud-est |

## Présentation des candidats

### Parti communiste français
| N° | Candidats | Candidats         | Parti | Principales fonctions                                              |
| -- | --------- | ----------------- | ----- | ------------------------------------------------------------------ |
| 01 |           | Augustin Dujardin | PCF   | Sénateur sortant, conseiller municipal et général d'Amiens-Sud-Est |
| 02 |           | Louis Fromond     | PCF   | Maire de Templeux-la-Fosse                                         |
| 03 |           | Henriette Leduc   | PCF   | Conseillère municipale de Mers-les-Bains                           |

### Section française de l'Internationale ouvrière
| N° | Candidats | Candidats         | Parti | Principales fonctions                                       |
| -- | --------- | ----------------- | ----- | ----------------------------------------------------------- |
| 01 |           | Léon Tellier      | SFIO  | 1er adjoint au maire d'Amiens                               |
| 02 |           | Gaston Lejeune    | SFIO  | Maire et conseiller général de Ham                          |
| 03 |           | Édouard Delozière | SFIO  | Maire de Tours-en-Vimeu, conseiller général de Moyenneville |

### Rassemblement des gauches républicaines
| N° | Candidats | Candidats          | Parti | Principales fonctions            |
| -- | --------- | ------------------ | ----- | -------------------------------- |
| 01 |           | Jean Gilbert-Jules | Rad.  | Conseiller général de Chaulnes   |
| 02 |           | Marcelle Delabie   | Rad.  | Conseillère générale de Gamaches |
| 03 |           | Henry Potez        | Rad.  | Maire d'Albert                   |

### Mouvement républicain populaire
| N° | Candidats | Candidats        | Parti | Principales fonctions                  |
| -- | --------- | ---------------- | ----- | -------------------------------------- |
| 01 |           | Théophane Allart | MRP   | Conseiller municipal d'Amiens          |
| 02 |           | René Delepierre  | MRP   | Maire de Saint-Valery-sur-Somme        |
| 03 |           | Jules Delemotte  | MRP   | Conseiller général de Poix-de-Picardie |

### Rassemblement du peuple français
| N° | Candidats | Candidats     | Parti | Principales fonctions               |
| -- | --------- | ------------- | ----- | ----------------------------------- |
| 01 |           | Omer Capelle  | RPF   | Conseil municipal de Villers-Faucon |
| 02 |           | Jean Coisne   | RPF   |                                     |
| 03 |           | Ernest Herman | RPF   | Conseiller municipal d'Abbeville    |

### Candidats isolés
| Candidats | Candidats                     | Parti | Principales fonctions            |
| --------- | ----------------------------- | ----- | -------------------------------- |
|           | François de Clermont-Tonnerre | DVD   | Maire de Bertangles              |
|           |                               |       |                                  |
|           | Hubert Dubois                 | RI    | Conseiller général de Bernaville |
|           |                               |       |                                  |
|           | Paul Blondin                  | DVD   |                                  |

## Résultats
| Candidat et parti politique | Candidat et parti politique   | Candidat et parti politique | Premier tour | Premier tour | Deuxième tour | Deuxième tour |
| Candidat et parti politique | Candidat et parti politique   | Candidat et parti politique | Voix         | %            | Voix          | %             |
| --------------------------- | ----------------------------- | --------------------------- | ------------ | ------------ | ------------- | ------------- |
|                             | Jean Gilbert-Jules            | Rad.                        | 421          | 28,97        | 691           | 47,59         |
|                             | Marcelle Delabie              | Rad.                        | 391          | 26,91        | 700           | 48,21         |
|                             | Omer Capelle                  | RPF                         | 372          | 25,60        | 704           | 48,48         |
|                             | Henry Potez                   | Rad.                        | 369          | 25,40        | 475           | 32,71         |
|                             | Léon Tellier                  | SFIO                        | 363          | 24,98        | 475           | 32,71         |
|                             | Édouard Delozière             | SFIO                        | 356          | 24,50        | 31            |               |
|                             | Gaston Lejeune                | SFIO                        | 352          | 24,23        | 28            |               |
|                             | Jean Coisne                   | RPF                         | 263          | 18,10        | 28            |               |
|                             | Ernest Herman                 | RPF                         | 262          | 18,03        | 16            |               |
|                             | Théophane Allart              | MRP                         | 188          | 12,94        | 491           | 33,82         |
|                             | Augustin Dujardin *           | PCF                         | 168          | 11,53        | 163           | 11,23         |
|                             | Louis Fromond                 | PCF                         | 164          | 11,29        | 160           | 11,02         |
|                             | Henriette Leduc               | PCF                         | 163          | 11,22        | 139           | 9,57          |
|                             | Jules Delemotte               | MRP                         | 148          | 10,19        | 10            |               |
|                             | François de Clermont-Tonnerre | DVD                         | 125          | 8,60         | 25            |               |
|                             | René Delepierre               | MRP                         | 123          | 8,47         | 7             |               |
|                             | Hubert Dubois                 | RI                          | 20           | 1,38         | 1             |               |
|                             | Paul Blondin                  | DVD                         | 9            | 0,62         |               |               |
|                             |                               |                             |              |              |               |               |
| Inscrits                    | Inscrits                      | Inscrits                    | 1 465        | 100,00       | 1 465         | 100,00        |
| Abstention                  | Abstention                    | Abstention                  | 0            | 0,00         | 1             | 0,06          |
| Votants                     | Votants                       | Votants                     | 1 465        | 100,00       | 1 464         | 99,94         |
| Blancs ou nuls              | Blancs ou nuls                | Blancs ou nuls              | 12           | 0,82         | 12            | 0,82          |
| Exprimés                    | Exprimés                      | Exprimés                    | 1 453        | 98,18        | 1 452         | 98,18         |

## Sénateurs élus
|  | Identité           | Étiquette | Groupe | Autres mandats                         |
|  | ------------------ | --------- | ------ | -------------------------------------- |
|  | Omer Capelle       | RPF       | CRARS  | Conseiller municipal de Villers-Faucon |
|  | Marcelle Delabie   | Rad.      | RGR-GD | Conseillère générale de Gamaches       |
|  | Jean Gilbert-Jules | Rad.      | RGR-GD | Conseiller général de Chaulnes         |